# 华氏 (2005年游戏)
《靛青预言》（又译作）是一款由Quantic Dream开发，雅达利发行的互动式电影动作冒险游戏。
本作擁有著獨特的原創設計，曾獲得 2005 E3 原創遊戲獎入圍。遊戲中散發的驚悚氛圍，可以讓玩家體會如同心理犯罪電影的緊張感。

## 故事概要
《靛青预言》遊戲背景是發生在紐約市不久的未來，一個男子的命運，因為犯下了一宗不情願的殘酷謀殺案而無法回頭，必須和被指派來逮捕他歸案的女子一同合作，探查事實的真相。
在遊戲中，紐約市已被一連串的謀殺案件弄得人心惶惶，所有的事件都有著相同的模式：一個普通人在公共場合裡殺掉了絕對陌生的其他人。遊戲主角盧卡斯肯恩（Lucas Kane）也變成了另一個如此犯下謀殺罪的罪犯之一，在男廁裡殺掉了陌生人。倒臥在血泊中，肯恩恢復了意識，卻怎麼也無法想起自己是如何捲入這樣的罪行的。警方的追捕，迫使肯恩必須在解答出全部疑惑前不斷的逃命，以免終生都必須在鐵牢中度過。

## 版本發行
最初在PlayStation 2和Xbox平台发行，稍后在Windows平台发售导演剪辑版和未删节版。
2007年12月4日，雅达利通过Xbox Originals发布本作的Xbox 360版。2011年11月8日，Quantic Dream在GOG.com发布了本作的未分级版。Aspyr于2015年1月，在Microsoft Windows、OS X、Linux和iOS上推出本作的重制版《华氏：幻象杀手 重制版》（Fahrenheit: Indigo Prophecy Remastered）。2016年8月9日，索尼互动娱乐通过PlayStation Network发布PS4平台的重制版。

## 评价
本作自2005年9月起，在全球范围内的销量超过700,000份且获得了多项大奖。